# سه (فیلم ۲۰۱۰)
سه (آلمانی: Drei) فیلمی در ژانر درام، رمانتیک و کمدی به کارگردانی تام تیکور است که در سال ۲۰۱۰ منتشر شد.